# 天主教霍奇米爾科教區
天主教霍奇米爾科教區是墨西哥一個於2019年9月28日成立的羅馬天主教教區，屬墨西哥城總教區。
教區負責管轄霍奇米爾科、特拉瓦克和米爾帕阿爾塔，2019年時有約65萬3860名教友（佔轄區總人口85.0%）。此外，教區於2019年時設40個堂區，由46位司鐸管理。現任教區主教為安德肋·瓦爾加斯-佩尼亞。